# Correggioli
Correggioli è l'unica frazione del comune di Ostiglia, in provincia di Mantova.

## Geografia fisica
Questa frazione si trova all'estremo confine tra la regione Lombardia e la regione Veneto (confina con Melara, comune appartenente alla provincia di Rovigo), dista 3,34 km da Ostiglia e circa 35 km da Mantova e dista 9 km dalla provincia di Verona dalla parte opposta.
Nel bel mezzo di due province e paese di confine ("Il villaggio")  di Correggioli è abbinato a un vecchio detto anziano dialettale: "set di Corsoi? Alora at zè un salvadag" (Allora sei un selvaggio... un selvatico tradotto in italiano, difficile da domare).
Il centro abitato è circondato da una vasta area agricola, nella quale sono coltivati principalmente mais, barbabietole da zucchero e frumento.

Correggioli è attraversata dal fiume Po e, vista la pericolosità del corso d'acqua, è protetta da tre argini. Per questioni di sicurezza tra il secondo e il terzo argine vi è una golena, cioè uno spazio agricolo che in caso di piena riceve le acque del fiume, svolgendo la funzione di invaso di emergenza.

## Origini del nome
Correggioli deriva da “Corrìgiae” e da “Corrìgiola”, termini che indicano le strisce di terra che non venivano sommerse dagli straripamenti del fiume perché elevate come dossi sulle rimanenti terre. Ancor oggi rimane la denominazione di “Via del Dosso” a una strada del paese che fiancheggia un terreno in quota più alta delle altre quote di campagna.

A partire dalla prima metà del Quattrocento questo paese verrà chiamato “Villa di Coriggiòli”, cioè il villaggio, il paesetto di Correggioli.

## Storia
Non si sa con certezza a quando risalgono i primi insediamenti umani, ma è certo che la prima popolazione organizzata civilmente fu quella etrusca, che si stabilì nei territori attorno al Po nei secoli che vanno dall'800 a.C. al 600 a.C.
Attorno al 500 a.C. iniziarono le invasioni dei vari popoli Galli provenienti dal Nord-Ovest dell'Europa, i quali si stabilirono nella Valle Padana fino al confine con il territorio dei Veneti a Est e con gli Etruschi ritiratisi nella parte sud dell'Emilia attuale. In questa zona, che comprendeva anche Correggioli, si stanziarono i Galli Cenomani.
Alla caduta dell'Impero Romano, il nostro territorio fu conteso, percorso e abitato dai vari popoli invasori: gli Unni, con Attila che proprio in queste zone, nel 452 d.C. ebbe l'incontro con il papa S. Leone Magno; gli Eruli, con Odoacre, che nelle nostre campagne fu definitivamente sconfitto nel 489 dai Goti guidati da Teodorico, che lo costrinse a ritirarsi in Ravenna, dove fu ucciso.

Per merito di Riprando, abate di San Zenone, si attuò, verso il 1200, l'opera di disboscamento della Selva di Ostiglia con la prima bonifica ed il livellamento dei terreni per liberarli dalle acque stagnanti e l'arginatura dei corsi d'acqua.
Nel 1406 l'area in questione passò sotto il dominio politico della famiglia Gonzaga di Mantova, mentre resterà sotto la guida religiosa del vescovo di Verona.
Nel 1708 l'ultimo duca, Ferdinando Carlo, fu deposto per aver mancato al giuramento di fedeltà che ogni feudatario faceva all'Imperatore del Sacro Romano Impero che, in questo caso, era l'Imperatore d'Austria. Il territorio mantovano passò così sotto il dominio austriaco che durò, a parte la parentesi napoleonica, fino al 1866, con l'annessione al Regno d'Italia.

Poi scoppiò la prima guerra mondiale, nel 1915, che portò lutti e privazioni in un'area già povera e provata da immensi sacrifici e infine la seconda guerra mondiale nel 1940 con i bombardamenti aerei, le deportazioni, gli odii civili, l'occupazione e le rappresaglie straniere.
Soltanto dopo cinque anni di terribili esperienze e sofferenze gli animi si aprirono alla libertà ed alle speranze di rinascita morale e civile.

## Monumenti e luoghi di interesse

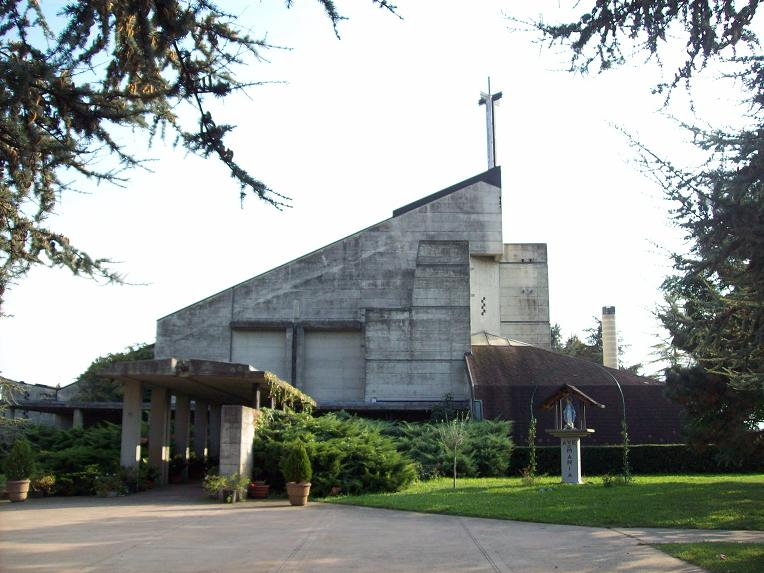
Nuova chiesa di Correggioli

La vecchia chiesa, sorta a ridosso di un antico campanile, nel 1444 fu dedicata a S. Bernardino da Siena, il famoso frate francescano passato nelle nostre zone nel 1420. L'erezione a parrocchia avvenne nel 1540.
Questa chiesa, con il passare dei secoli, subì danni che ne degradarono sempre più il decoro e la rendevano in condizioni precarie per il culto.

Nel 1856, dopo alcuni crolli del soffitto e fessure nei muri perimetrali, si giunse alla conclusione di riedificarla, così che sopra le fondamenta antiche la chiesa venne ricostruita, però con altro disegno. A ricordo di questo lavoro di riedificazione è stata posta una targhetta, ben visibile ancora oggi, sul pilastro di facciata prospiciente la strada statale, sul quale è scritto “Rifabbricata a. 1856”.

Successivamente è stata sostituita dalla nuova chiesa, costruita negli anni che vanno dal dicembre 1982 al maggio 1989 e benedetta da Mons. Egidio Caporello il 21 maggio 1989.

La vecchia e la nuova chiesa si trovano a pochi metri di distanza: la prima, per motivi di sicurezza, non è più accessibile; la seconda, invece, è quella in cui hanno luogo le funzioni religiose.